# Take Shelter
Take Shelter è un film del 2011 scritto e diretto da Jeff Nichols, interpretato da Michael Shannon e Jessica Chastain.
Il film ha fatto parte della selezione ufficiale del Sundance Film Festival 2011 e successivamente è stato presentato al Festival di Cannes 2011 nella sezione Settimana internazionale della critica, vincendo il Gran Premio e altri premi correlati.

## Trama
Curtis LaForche è un uomo tranquillo che vive in una piccola cittadina dell'Ohio, assieme alla moglie Samantha e alla figlia Hannah, non udente. La famiglia LaForche conduce una vita modesta, Curtis è operaio mentre Samantha è casalinga e sarta part-time; il denaro per le spese quotidiane e l'assistenza sanitaria di Hannah basta a malapena, ciò nonostante sono una famiglia felice.
Un giorno Curtis inizia ad avere delle terribili visioni su violente tempeste, che decide di tenere per sé. Ma con l'aumentare delle visioni, l'uomo inizia a comportarsi in modo paranoide, arrivando a indebitarsi per costruire un rifugio sottoterra che dovrebbe proteggere la sua famiglia dalle minacciose tempeste. Il comportamento apparentemente inspiegabile di Curtis genera tensioni nel suo matrimonio e conflitti con gli altri abitanti della comunità e le allucinazioni di cui è vittima destano molta preoccupazione in quanto la madre di Curtis è ricoverata da anni in un centro per malattie mentali perché più o meno alla stessa età che ha ora il figlio ha manifestato i sintomi della schizofrenia paranoide.

## Distribuzione
Dopo la presentazione al Sundance Film Festival e al Festival di Cannes, il film è stato distribuito negli Stati Uniti il 30 settembre 2011 a cura della Sony Pictures Classics.
In Italia è stato distribuito il 29 giugno 2012 a cura di Movies Inspired.

## Riconoscimenti
- Festival di Cannes 2011
  - Gran Premio della Settimana internazionale della critica
  - Premio SACD
  - Premio Fipresci